# Ovidiu Cornel Hanganu
Ovidiu Cornel Hanganu (* 12. Mai 1970 in Ghelari, Kreis Hunedoara) ist ein ehemaliger rumänischer Fußballspieler. Er bestritt insgesamt 229 Spiele in der rumänischen Divizia A, der belgischen Eerste Klasse und der türkischen Süper Lig.

## Karriere
Ovidiu Hanganu begann seine Karriere bei seinem Heimatverein Corvinul Hunedoara, wo er 1986 im Alter von 16 Jahren in die erste Mannschaft aufrückte. Am 12. Oktober 1986 gab er dort gegen Jiul Petroșani seinen Einstand. Es sollte sein einziges Spieler in der Saison 1986/87 bleiben. Erst in der folgenden Saison kam er zu mehr Einsätzen.
Im Jahr 1989 bekam Hanganu die Gelegenheit, zu einem rumänischen Spitzenteam zu wechseln, und schloss sich Victoria Bukarest an. Nach der rumänischen Revolution von 1989 wurde Victoria von der neuen Regierung aufgelöst, so dass Hanganu in der Winterpause 1989/90 zu Corvinul zurückkehrte. Dort gelang ihm in der Saison 1990/91 der größte Erfolg seiner Laufbahn, als er mit 24 Toren die rumänische Torjägerkrone erringen konnte.
Nachdem Corvinul in der darauffolgenden Saison aus der Divizia A abgestiegen war, wechselte Hanganu erneut zu einem rumänischen Spitzenverein, dem amtierenden Meister Dinamo Bukarest. Die Titelverteidigung gelang nicht und Hanganu erhielt die Möglichkeit, ins Ausland zu wechseln, wo er einen Vertrag beim belgischen Erstligisten Cercle Brügge unterschrieb. Bereits in der Winterpause 1993/94 wechselte er jedoch für eine Ablösesumme von 350.000 Dollar in die Türkei zu Samsunspor, kam dort aber kaum zum Einsatz und kehrte zur Saison 1994/95 zu Cercle Brügge zurück.
Da die Zeit in Belgien sportlich unbefriedigend verlief, wechselte Hunganu schon im Januar 1995 wieder zurück nach Rumänien und schloss sich FC Național Bukarest an, wo er zwar 1996 die Vizemeisterschaft erringen, nicht aber an frühere Leistungen anknüpfen konnte. Nach einem weiteren Jahr bei Corvinul Hunedoara beendete Hunganu im Jahr 1997 seine Karriere. In der Saison 2001/02 absolvierte er noch ein paar Spiele für Minerul Certej, das seinerzeit in der Divizia C spielte. Anschließend ließ er sich in Italien nieder und verdient dort seinen Lebensunterhalt als Bauarbeiter. Von seiner Ehefrau, mit der er eine gemeinsame Tochter hat, lebt er inzwischen getrennt.

## Nationalmannschaft
Ovidiu Hunganu bestritt zwischen 1991 und 1993 insgesamt 12 Spiele für die rumänische Fußballnationalmannschaft. Seinen Einstand gab er am 23. Mai 1991 gegen Norwegen.

## Erfolge
- Rumänischer Torschützenkönig: 1991